# Krylia Sovetov Samara
Cet article concerne l'équipe russe de football. Pour l'équipe russe de hockey sur glace, voir Krylia Sovetov.
Maillots
Le Futbolny klub Krylia Sovetov, plus couramment appelé Krylia Sovetov Samara (en russe : «Крылья Советов» Самара), est un club russe de football basé dans la ville de Samara.
Fondé en 1942 par la société Krylia Sovetov, il intègre dans un premier temps la deuxième division soviétique en 1945 d'où il est promu directement pour découvrir le premier échelon dès l'année suivante. Il s'y maintient par la suite, avec l'exception de deux brèves descentes au deuxième niveau, jusqu'en 1969, finissant notamment quatrième en 1951 avant d'atteindre la finale de la coupe nationale en 1953 puis en 1964. Après sa relégation, il passe le reste de sa période soviétique dans les échelons inférieurs, bien que retrouvant brièvement l'élite à deux reprises entre 1976 et 1977 puis en 1979.
Intégré en 1992 au sein de la nouvelle première division russe, le Krylia Sovetov y devient par la suite un acteur constant, terminant notamment troisième en 2004 en plus d'atteindre la finale de la coupe de Russie cette même année. Il se maintient ainsi dans l'élite pendant près de 22 ans avant d'être finalement relégué à l'issue de la saison 2013-2014. Il devient par la suite un club-ascenseur, connaissant une troisième relégation en 2020 et évoluant depuis au deuxième échelon.
Ses couleurs principales sont le bleu, le blanc et le vert. Il évolue entre 1957 et 2018 au stade Metallourg, d'une capacité de 30 251 places, avant d’intégrer au mois d'avril 2018 la nouvelle Samara Arena qui peut contenir quant à elle 45 000 personnes.

## Histoire

### Période soviétique
Le club est fondé en avril 1942 dans la ville de Kouïbychev en pleine Seconde Guerre mondiale. Il a été créé par les dirigeants des usines aéronautiques soviétiques, qui lui donnent le nom Krylia Sovetov qui peut se traduire par « Ailes des Soviets » Il dispute son premier match le 3 mai 1942 et fait ses débuts en compétition nationale le 30 juillet 1944 en disputant la Coupe d'Union soviétique, où il est cependant éliminé d'entrée par le Lokomotiv Moscou. Après la guerre, il est intégré au sein de la deuxième division soviétique en 1945, où il termine premier et accède ainsi à la première division dès la saison 1946, quatre ans après sa création.
Parvenant à se maintenir dans l'élite lors de ses deux premières saisons, l'existence du club est cependant remise en doute en 1948. En effet, les dirigeants de la société Krylia Sovetov, qui possèdent également un deuxième club du même nom à Moscou depuis 1934, estiment que les deux équipes sont trop onéreuses et décident d'en dissoudre une, celle-ci étant désignée à l'issue d'une double confrontation entre les deux. Après avoir obtenu un match nul dans la capitale soviétique, les joueurs de Kouïbychev l'emportent par la suite 1-0 chez eux, assurant la survie du club aux dépens de leurs homologues moscovites. Le Krylia Sovetov poursuit ainsi son aventure dans l'élite soviétique, connaissant notamment sa meilleure saison en championnat lors de la saison 1951 qui le voit finir quatrième, à neuf points du CDSA Moscou qui remporte le titre. Il connaît deux années plus tard son unique changement de nom, devenant brièvement le Zénith pour la deuxième moitié de la saison 1953. Sous ce nom, l'équipe atteint notamment la finale de la coupe nationale, où elle doit cependant s'incliner face au Dynamo Moscou.
Bien que relégué à l'issue de la saison 1955 après dix saisons de suite dans l'élite, le club retrouve cependant le premier échelon dès l'année suivante après avoir remporté la deuxième division. Ce cas de figure se reproduit quelques années plus tard avec une descente en saison 1960 elle aussi immédiatement rattrapée durant l'exercice suivant. Après avoir été à nouveau finaliste de la coupe en 1964, où il est cette fois battu par le Dynamo Kiev, le Krylia Sovetov connaît une troisième descente en 1969. Celle-ci s'avère plus durable, l'équipe passant cette fois six années au deuxième échelon avant de retrouver la première division en 1976 pour retomber dès l'année suivante. Elle connaît finalement sa dernière année dans l'élite lors de la saison 1979, étant ensuite reléguée au deuxième puis au troisième échelon pour la première fois de son histoire en 1981. Les années 1980 la voient par la suite faire deux fois l'ascenseur entre le deuxième et le troisième échelon. Durant cette période, le club devient par ailleurs le premier à enregistrer un joueur non-soviétique en recrutant l'international bulgare Tenyo Minchev qui évolue dans l'équipe lors de la saison 1989. À la dissolution de l'URSS et de son championnat, le Krylia Sovetov cumule ainsi quarante-huit saisons disputées, dont vingt-six en première division, treize au deuxième échelon et neuf au troisième niveau.

### Période russe

#### Entre bas de classement et performances ponctuelles (1992-2008)
Intégré directement au sein de la nouvelle première division russe en 1992, le club passe ses premières années à se battre pour son maintien, ne finissant jamais plus haut que la treizième position entre 1992 et 1995. Ses performances s'améliorent par la suite, notamment sous l'impulsion de joueurs comme Garnik Avalyan, Viktor Boulatov ou encore Zourab Tsiklauri, avec une neuvième place en 1996 suivie d'une place de septième l'année suivante, qui s'accompagne d'une demi-finale de Coupe de Russie, cependant perdue face au futur vainqueur le Lokomotiv Moscou.
Avec les départs de ces cadres par la suite, le Krylia Sovetov retombe à sa position initiale d'équipe de bas de classement, se classant douzième et quatorzième entre 1998 et 2000. Le club est cependant repris entre-temps par German Tkatchenko, qui met en place le recrutement de joueurs expérimentés ou prometteurs comme Sergueï Ignachevitch, Anton Bobior, Andreï Kariaka, Ievgueni Bushmanov ou encore Andreï Tikhonov, le tout sous la direction de l'entraîneur Aleksandr Tarkhanov. Cette politique de recrutement porte ses fruits dès la saison 2001, avec une cinquième place en championnat accompagnée d'une nouvelle demi-finale de coupe, où l'équipe est cette fois vaincue par l'Anji Makhatchkala. Ses performances en championnat lui permettent de découvrir la coupe d'Europe l'année suivante en disputant la Coupe Intertoto, où elle atteint le troisième tour. Après une décevant neuvième place en 2003, Tarkhanov est renvoyé au profit de Gadji Gadjiev, qui amène dès l'année suivante les Samariens à la troisième place du championnat ainsi qu'à la finale de la Coupe de Russie, qu'ils perdent cependant face au Terek Grozny. Ils disputent dans la foulée la Coupe UEFA en fin d'année 2005, où ils atteignent le premier tour.
Cette performance s'avère cependant sans suite, Tkatchenko diminuant nettement ses investissements à partir de 2005 tandis que le club, qui s'est séparé de la plupart de ses cadres, retombe à la quatorzième place cette 2005 avant d'enchaîner les positions en bas de classement. Sous la direction de Leonid Sloutski lors de la saison 2008, le Krylia Sovetov parvient à terminer sixième du championnat, à six points du podium, et à se qualifier une troisième fois en coupe d'Europe, jouant cette fois la Ligue Europa en milieu d'année 2009. Le parcours n'est cependant pas très notable, avec une sortie directe face aux Irlandais du St. Patrick's Athletic.

#### Période d'ascenseur (depuis 2009)
N'arrivant plus à dépasser la dixième place à partir de 2009, le club se retrouve de plus en plus en danger et doit notamment passer par le barrage de relégation pour se maintenir contre le Spartak Naltchik en 2013 avant de finalement tomber dès l'année suivante au même stade face au Torpedo Moscou, l'équipe connaissant alors sa première descente depuis 1992 et la fondation du championnat russe, soit vingt-deux saisons d'affilée de présence dans l'élite.
Cette contre-performance est cependant vite rectifiée, le club remportant la deuxième division en 2015 pour retrouver immédiatement le premier échelon. Malgré une neuvième place prometteuse pour son retour à l'issue de la saison 2015-2016, ses performances retombe à nouveau très vite lors de la exercice suivant et l'équipe termine cette fois avant-dernière et connaît une nouvelle relégation après seulement deux années. Ce deuxième passage est aussi bref que le premier, bien que l'équipe dirigée par Andreï Tikhonov se retrouve cette fois fortement concurrencé par le FK Orenbourg, qui remporte la compétition, et le Ienisseï Krasnoïarsk, qui finit finalement troisième tandis que le Krylia Sovetov assure sa deuxième place et sa promotion directe à une journée de la fin,.
Après un mauvais début de saison 2018-2019 qui voit l'équipe se classer avant-dernière après neuf journées de championnat, Tikhonov est renvoyé au mois d'octobre 2018 et remplacé par le Monténégrin Miodrag Božović,. Sous ses ordres, le club remonte dans un premier temps au classement mais connaît plusieurs résultats décevants en fin de saison, ce qui lui permet malgré tout d'accrocher la treizième position synonyme de barrage face au FK Nijni Novgorod, remporté par la suite sur le score de 3-2 afin d'assurer son maintien. L'exercice suivant s'avère tout aussi compliqué, et ce malgré les bonnes performances du jeune Aleksandr Sobolev, buteur à dix reprises en première partie de saison avant d'être recruté par le Spartak Moscou durant la trêve hivernale. Alors que le Krylia Sovetov est tombé en dernière position, Miodrag Božović est finalement remplacé par Andreï Talalaïev à la fin du mois de juin 2020  qui échoue cependant à sauver l'équipe, qui termine relégable en quinzième position, et quitte ses fonctions dans la foulée.
Dans la perspective de l'exercice 2020-2021, qui démarre seulement une dizaine de jours après la fin de la saison précédente, le Krylia Sovetov choisit de se renforcer principalement du côté du Tchertanovo Moscou, qui sort de deux bonnes saisons au deuxième échelon, chez qui il recrute l'entraîneur Igor Osinkine (en) ainsi que pas moins de huit joueurs pour reconstruire son effectif au début du mois d'août 2020,. Les jours qui suivent voient également le recrutement de l'attaquant Ivan Sergueïev du Torpedo Moscou, meilleur buteur du championnat en titre. Malgré ces arrivées, l'équipe connaît des débuts mitigés en championnat en ne remportant que deux de ses six premiers matchs. Elle finit cependant par se reprendre et, emmenée en particulier par un Sergueïev auteur de 22 buts lors de la première partie de saison, se place en deuxième position au moment de la trêve hivernale, à trois points du leader Nijni Novgorod. Après la reprise, le Krylia Sovetov affiche de loin la meilleure forme parmi les prétendants à la montée et finit par s'échapper en tête du classement avant d'assurer sa montée avec trois matchs restants puis le titre dans la foulée avec un total record de 101 points. Parmi les 100 buts marqués par le club en championnat, 40 sont pour le seul Sergueïev qui termine de loin meilleur buteur. Ces bonnes performances en championnat s'accompagnent de plus d'un très bon parcours en Coupe de Russie où le club parvient à atteindre la finale de la compétition pour la première fois depuis 2004, éliminant pour ce faire plusieurs équipes de première division telles que le Dynamo Moscou et l'Akhmat Grozny. Ils doivent cependant s'incliner une nouvelle fois à ce stade, cette fois contre le Lokomotiv Moscou.
Pour son nouveau retour dans l'élite, le Krylia Sovetov parvient à se maintenir aisément, terminant huitième et obtenant son meilleur classement depuis 2008.

## Bilan sportif

### Palmarès
| Compétitions russes | Compétitions internationales                                                         | Compétitions soviétiques |
| - Championnat de Russie - Troisième : 2004. - Coupe de Russie - Finaliste : 2004 et 2021. - Championnat de Russie de deuxième division (2) - Champion : 2015 et 2021. - Vice-champion : 2018. | - Ligue Europa : - Premier tour : 2006. - Coupe Intertoto : - Troisième tour : 2002. | - Championnat d'Union soviétique - Quatrième : 1951. - Coupe d'Union soviétique - Finaliste : 1953 et 1964. - Championnat d'Union soviétique de deuxième division (3) - Champion : 1945, 1975 et 1978. - Vainqueur de la phase finale : 1961. - Vainqueur de groupe : 1956 et 1961. - Championnat d'Union soviétique de troisième division - Vainqueur de la phase finale : 1984 et 1986. - Vainqueur de groupe : 1983, 1984, 1986 et 1989. |

### Classements en championnat
La frise ci-dessous résume les classements successifs du club en championnat d'Union soviétique.
La frise ci-dessous résume les classements successifs du club en championnat de Russie.

### Bilan général
|               | Compétition                          | M     | V     | N   | D   | BP    | BC    | Diff. |
| URSS          | Championnat d'Union soviétique       | 719   | 187   | 210 | 322 | 685   | 1 003 | -318  |
| URSS          | Championnat d'Union soviétique de D2 | 479   | 216   | 128 | 135 | 715   | 491   | +224  |
| URSS          | Championnat d'Union soviétique de D3 | 338   | 184   | 81  | 73  | 551   | 279   | +272  |
| URSS          | Coupe d'Union soviétique             | 109   | 45    | 17  | 47  | 135   | 150   | -15   |
| URSS          | Total URSS                           | 1 645 | 632   | 436 | 577 | 2 086 | 1 923 | +163  |
|               |                                      |       |       |     |     |       |       |       |
| Russie        | Championnat de Russie                | 847   | 267   | 225 | 355 | 910   | 1 107 | -197  |
| Russie        | Championnat de Russie de D2          | 114   | 80    | 16  | 18  | 213   | 68    | +145  |
| Russie        | Coupe de Russie                      | 81    | 40    | 12  | 29  | 131   | 85    | +46   |
| Russie        | Coupe de la Ligue                    | 2     | 0     | 1   | 1   | 3     | 6     | -3    |
| Russie        | Total Russie                         | 1 044 | 387   | 254 | 403 | 1 257 | 1 266 | -6    |
|               |                                      |       |       |     |     |       |       |       |
| International | Ligue Europa                         | 6     | 4     | 0   | 2   | 13    | 9     | +4    |
| International | Coupe Intertoto                      | 4     | 3     | 0   | 1   | 7     | 3     | +4    |
| International | Total International                  | 10    | 7     | 0   | 3   | 20    | 12    | +8    |
|               |                                      |       |       |     |     |       |       |       |
| Total         | Total                                | 2 699 | 1 026 | 690 | 983 | 3 363 | 3 201 | +160  |

### Bilan européen
Le Krylia Sovetov prend part à sa première compétition européenne en 2002 en se qualifiant pour la Coupe Intertoto. Démarrant au deuxième tour, les Samariens parviennent à défaire les Lettons du Dinaburg FC avant de chuter au tour suivant face au club néerlandais du Willem II Tilburg. Sa campagne suivante a lieu lors de la saison 2005-2006, où l'équipe prend part cette fois à la Coupe UEFA. Qualifié pour le deuxième tour de qualification, il parvient dans un premier temps à battre largement BATE Borisov sur le score cumulé de 4-0 avant de tomber face aux Néerlandais de l'AZ Alkmaar, qui malgré une défaite 5-3 à l'aller en Russie parviennent à renverser la tendance au match retour en l'emportant 3-1, assurant leur qualification grâce à la règle des buts marqués à l'extérieur malgré un score cumulé de six partout. La dernière campagne du club, qui prend part au troisième tour de la Ligue Europa 2009-2010, s'avère très brève, celui-ci étant éliminé d'entrée par l'équipe irlandaise du St. Patrick's Athletic.
Note : dans les résultats ci-dessous, le score du club est toujours donné en premier.
| Saison    | Compétition     | Tour             | Club                   | Domicile | Extérieur | Total  |
| --------- | --------------- | ---------------- | ---------------------- | -------- | --------- | ------ |
| 2002      | Coupe Intertoto | Deuxième tour    | Dinaburg FC            | 3 - 0    | 1 - 0     | 4 - 0  |
| 2002      | Coupe Intertoto | Troisième tour   | Willem II Tilburg      | 3 - 1    | 0 - 2     | 3 - 3E |
| 2005-2006 | Coupe UEFA      | Deuxième tour Q  | BATE Borisov           | 2 - 0    | 2 - 0     | 4 - 0  |
| 2005-2006 | Coupe UEFA      | Premier tour     | AZ Alkmaar             | 5 - 3    | 1 - 3     | 6 - 6E |
| 2009-2010 | Ligue Europa    | Troisième tour Q | St. Patrick's Athletic | 3 - 2    | 0 - 1     | 3 - 3E |

Légende
- Victoire ou qualification pour le tour suivant
- Match nul
- Défaite ou élimination de la compétition

## Personnalités du club

### Entraîneurs
La liste suivante présente les différents entraîneurs du club depuis 1945.
- Viktor Novikov (ru) (1945-1946)
- Aleksandr Abramov (ru) (1947-décembre 1952)
- Piotr Bourmistrov (ru) (décembre 1952-septembre 1954)
- Viatcheslav Soloviov (octobre 1954-décembre 1957)
- Aleksandr Abramov (ru) (1958-1960)
- Viktor Karpov (ru) (1961-juillet 1969)
- Nikolaï Glebov (ru) (juillet 1969-décembre 1969)
- Vsevolod Blinkov (en) (1970-1971)
- Viktor Kirch (ru) (1972-septembre 1977)
- Aleksandr Goulevski (ru) (septembre 1977-juillet 1978)
- Viktor Kirch (ru) (juillet 1978-avril 1980)
- Alfred Fiodorov (avril 1980-octobre 1980)
- Vladimir Zamiatine (octobre 1980-mars 1981)
- Boris Streltsov (en) (1981)
- Guennadi Sarytchev (en) (février 1982-juin 1985)
- Valerian Panfilov (ru) (juin 1985-décembre 1985)
- Viktor Loukachenko (ru) (janvier 1986-septembre 1988)
- Boris Valkov (ru) (septembre 1988-décembre 1988)
- Viktor Antikhovitch (en) (janvier 1989-décembre 1993)
- Valeri Bogdanov (janvier 1994-avril 1994)
- Anatoli Kikine (en) (avril 1994-mai 1994)
- Aleksandr Averianov (mai 1994-novembre 1998)
- Aleksandr Tarkhanov (janvier 1999-novembre 2003)
- Gadji Gadjiev (novembre 2003-décembre 2006)
- Sergueï Oborine (décembre 2006-août 2007)
- Aleksandr Tarkhanov (août 2007-novembre 2007)
- Leonid Sloutski (janvier 2008-octobre 2009)
- Iouri Gazzaïev (octobre 2009-juillet 2010)
- Aleksandr Tarkhanov (juillet 2010-juin 2011)
- Andreï Kobelev (juin 2011-novembre 2012)
- Aleksandr Tsygankov (en) (intérim) (novembre 2012-décembre 2012)
- Gadji Gadjiev (janvier 2013-août 2013)
- Aleksandr Tsygankov (en) (août 2013-mai 2014)
- Franky Vercauteren (juin 2014-octobre 2016)
- Vadim Skripchenko (novembre 2016-mai 2017)
- Andreï Tikhonov (juin 2017-octobre 2018)
- Miodrag Božović (octobre 2018-juin 2020)
- Andreï Talalaïev (juin 2020-juillet 2020)
- Igor Osinkine (en) (juillet 2020-)

### Joueurs emblématiques

#### Distinctions individuelles
La liste suivante présente les joueurs ayant obtenu des distinctions individuelles notables au cours de leur passage au club.
| Nom                      | Période au club     | Performances                                                                   |
| ------------------------ | ------------------- | ------------------------------------------------------------------------------ |
| Aleksandr Skorokhov (ru) | 1946-1955           | Liste des 33 meilleurs joueurs d'URSS en 1950.                                 |
| Viktor Karpov (ru)       | 1947-1959           | Liste des 33 meilleurs joueurs d'URSS en 1953.                                 |
| Aleksandr Goulevski (ru) | 1948-1953 1955      | Liste des 33 meilleurs joueurs d'URSS en 1950, 1951 et 1953.                   |
| Viktor Vorochilov        | 1949-1955           | Liste des 33 meilleurs joueurs d'URSS en 1951, 1952 et 1953.                   |
| Vladimir Kornilov (ru)   | 1949-1956           | Liste des 33 meilleurs joueurs d'URSS en 1952.                                 |
| Vassili Vassiliev (ru)   | 1950-1955           | Liste des 33 meilleurs joueurs d'URSS en 1952.                                 |
| Vadim Redkine (ru)       | 1952-1961           | Liste des 33 meilleurs joueurs d'URSS en 1958.                                 |
| Galimzian Khoussaïnov    | 1957-1960           | Liste des 33 meilleurs joueurs d'URSS en 1960.                                 |
| Viktor Boulatov          | 1995-1997           | Liste des 33 meilleurs joueurs de Russie (ru) en 1997.                         |
| Andreï Konovalov (en)    | 1999-2001           | Liste des 33 meilleurs joueurs de Russie en 2001.                              |
| Andreï Tikhonov          | 2000-2004 2008      | Liste des 33 meilleurs joueurs de Russie en 2001.                              |
| Andreï Kariaka           | 2000-2005           | Liste des 33 meilleurs joueurs de Russie à quatre reprises entre 2001 et 2004. |
| Aleksandr Anioukov       | 2000-2005 2019-2020 | Liste des 33 meilleurs joueurs de Russie en 2004 et 2005.                      |
| Ievgueni Bushmanov       | 2001-2003           | Liste des 33 meilleurs joueurs de Russie en 2001.                              |
| Anton Zinkovski          | 2019-2022           | Liste des 33 meilleurs joueurs de Russie en 2022.                              |
| Ivan Sergueïev           | 2020-2022           | Liste des 33 meilleurs joueurs de Russie en 2022.                              |

#### Autres joueurs notables
Les joueurs ayant évolué en équipe nationale lors de leur passage au club sont marqués en gras.
URSS/Russie
- Ravil Ariapov (en) (1967-1978)
- Arkadi Aroutiounian (ru) (1976-1980)
- Anatoli Blokhine (ru) (1969-1982)
- Vladimir Brednev (ru) (1957-1962)
- Ivan Chiriaïev (ru) (1945, 1947-1958)
- Anatoli Fetissov (ru) (1967-1969, 1974-1980)
- Alfred Fiodorov (1957-1967)
- Vladimir Grichine (ru) (1960-1965)
- Anatoli Joukov (ru) (1964-1968)
- Vassili Joupikov (en) (1975-1976, 1989-1993)
- Iouri Kapsine (ru) (1962-1968)
- Anatoli Kazakov (ru) (1959-1967)
- Boris Kazakov (1960-1963, 1967-1971)
- Viktor Kirch (ru) (1953-1960)
- Aleksandr Kouprianov (en) (1970-1980)
- Konstantin Krizhevsky (1946-1947)
- Vadim Lossev (ru) (1971-1974, 1978-1980)
- Ievgueni Maïorov (ru) (1962-1969)
- Nikolaï Martnov (ru) (1963-1974)
- Viktor Mourzine (ru) (1945-1953)
- Fiodor Novikov (en) (1948-1959)
- Nikolaï Osyanin (1961-1965)
- Valerian Panfilov (ru) (1969-1979, 1981-1982)
- Guennadi Platonov (ru) (1970-1977)
- Nikolaï Pozdniakov (ru) (1949-1957)
- Andreï Rjevtsev (ru) (1946-1950)
- Guennadi Sakharov (ru) (1962-1972)
- Guennadi Sarytchev (en) (1960-1966)
- Dmitri Siniakov (ru) (1942-1952)
- Boris Valkov (ru) (1958-1970)
- Nikolaï Zaïtsev (ru) (1946-1954)
- Rouslan Adjindjal (2008-2010, 2013-2014)
- Aleksandr Averianov (en) (1994-1998)
- Anton Bobior (2000-2012, 2018)
- Taras Burlak (2015-2016, 2018-)
- Dinar Charipov (en) (1987-1994)
- Sergueï Chichkine (en) (1995-1999)
- Roustiam Fakhroutdinov (en) (1991-1995)
- Vladimir Filippov (en) (1989-1993)
- Viktor Gaus (en) (1986-1993)
- Sergueï Gribov (en) (1989-1997)
- Sergueï Ignachevitch (1999-2000)
- Oleg Ivanov (2008-2010)
- Andreï Kanchelskis (2006)
- Ievgueni Kharlatchiov (1992-1993)
- Denis Kolodine (2004-2005)
- Sergueï Makeïev (en) (1991-1994, 1996-1998)
- Sergueï Marouchko (en) (1986-1993)
- Vladimir Miridonov (en) (1988, 1991-1994)
- Vladislav Radimov (2001-2002)
- Andreï Rezantsev (en) (1994-1998)
- Vitali Safronov (en) (1994, 1996-1999)
- Ievgueni Savine (2008-2011)
- Ivan Taranov (en) (2008-2018)
- Ibragim Tsallagov (2010-2016)
- Zurab Tsiklauri (en) (1993, 1995-2000)
- Aleksandr Tsygankov (en) (1989-1993, 1996-2000)
- Valeri Toumaïkine (en) (1987-1994)
- Ravil Valiev (en) (1983-1985, 1988-1993)
- Sergueï Vinogradov (en) (2001-2006)
- Roman Vorobiov (en) (2011-2014)

Pays de l'ex-URSS
- Garnik Avalyan (en) (1993-1998)
- Karen Dokhoyan (2000-2006)
- Karapet Mikaelyan (en) (1999-2000)
- Tigran Petrosyants (en) (1999-2000)
- Vitali Bulyga (2002-2003, 2005-2006)
- Stanislav Dragun (2013-2015)
- Timofei Kalachev (2008-2009)
- Sergueï Kornilenko (2011-2019)
- Dzyanis Kowba (2000-2011)
- Aleksandr Orechnikov (en) (1995-1998)
- Vladimir Chouneïko (en) (2000-2004)
- Alekseï Skverniouk (en) (2004-2008)
- Sergueï Veramko (2011-2015)
- Alexander Amisulashvili (2013-2014)
- Giorgi Loria (2015-2018)
- Davit Mujiri (2005-2008)
- Zurab Popkhadze (en) (1997-2000)
- Robertas Poškus (2002-2005)
- Andriy Husin (2005-2007)
- Sergey Lushan (en) (1997-1999, 2003-2004)
- Aleksey Polyakov (en) (2001-2004)
- Mirjalol Qosimov (2000-2001)
- Andrei Rezantsev (en) (1994-1998)

Europe
- Marko Topić (en) (2004-2007)
- Tenyo Minchev (1989)
- Jiří Jarošík (2008-2010)
- Jan Koller (2008-2009)
- Adis Jahović (2014-2016)
- Paul Anton (2018-)
- Nenad Đorđević (2010-2012)
- Ognjen Koroman (2003-2005, 2011-2013)

Amérique
- Leilton (en) (2003-2010)
- Souza (2002-2005)
- Eduardo Lobos (en) (2005-2010)
- Juan Carlos Escobar (en) (2007-2011)
- Réginal Goreux (2013-2014)
- Luis Nery Caballero (2012-2014)
- Sheldon Bateau (2015-2018)

Afrique
- Raïs M'Bolhi (2010-2013)
- Benoît Angbwa (2006-2008, 2013)
- Patrick Ovie (en) (2001-2005)
- Matthew Booth (2004-2009)

## Identité du club

### Historique du logo
La galerie suivante liste les différents logos connus du club au cours de son existence.

1942-juillet 1953
Années 1970
1981-1991
1992
1993
Depuis 1994

### Stades et affluences
Entre 1957 et 2018, le Krylia Sovetov Samara évolue au sein du stade Metallourg, d'une capacité de 33 000 places. Depuis 2018, il joue à la Samara Arena qui peut accueillir jusqu'à 45 000 personnes.
Populaire localement, le club affiche régulièrement une fréquentation supérieure à la moyenne nationale. Ses records d'affluence sont établis durant les années 2003 et 2004 où plus de 25 000 personnes assistent en moyenne aux matchs de l'équipe.
Le graphique suivant représente le nombre moyen de spectateurs à domicile du Krylia Sovetov Samara en championnat par match par saison,.